# Sphaeroma conglobator
Sphaeroma conglobator là một loài chân đều trong họ Sphaeromatidae. Loài này được Pallas miêu tả khoa học năm 1766.